# Системи за управление при софтуерното тестване
Системи за управление при софтуерното тестване са интегрирани системи от софтуер и софтуерни платформи, които се ползват при тестването, особено масово тестване. Тези системи са част от процеса на мениджмънт на софтуерното тестване.
Системите за управление на софтуерното тестване се използват за съхранение на информация за това как правилно да се извършват изпитвания, прилагането на реда за провеждане на изпитване в съответствие с дадения план, както и за получаване на информация под формата на отчети за етапа на тестване и като на изпитвания продукт. Инструментите имат различни подходи при и за тестване и по този начин включват различни набори от функции. Те обикновено се използват за планиране на ръчното тестване, събирането на данни за резултатите от преминаването на списъците за удостоверение и приемане (Check and acceptance lists) и тестовите варианти (test cases), както и за получаване на оперативна информация (виж TestOps) под формата на отчети. Системите за управление на тестове помагат за оптимизиране на процеса на тестване и осигуряват бърз достъп до анализ на данни, средства за съвместна работа и по-добро взаимодействие между екипите по даден проект или няколко проекта. Много системи за управление на тестовете включват възможността за работа с изискванията (Requirements) и поддръжката на достъпни за тестващите бази данни на тестовите варианти (test cases).

## Характеристики на софтуерните инструменти
Обхват при софтуерното тестване
При проактивното тестване постепенно се събират бази данни, които трябва да бъдат разглеждани за степента на тяхното покритие (Test coverage)

## Виж още
- Тест мениджмънт